# Asteroid Amor

Traiectoriile diferitelor tipuri de asteroizi din aproierea Pământului: Apollo, Aten și Amor. Asteroizii de tip Amor doar ating ușor orbita terestră, desenată în albastru în schemă, fără să o intersecteze.

Asteroizii Amor sunt o familie de asteroizi din apropierea Pământului, denumită după 1221 Amor. 

## Caracteristici
Aceștia ating ușor exteriorul orbiteri Pământului, dar fără să o intersecteze. Asteroizii sunt clasați în această familie dacă periheliul lor este strict inferior a 1,300 ua și strict superior a 1,017 ua (periheliul Pământului).
Membrul cel mai cunoscut al acestei familii de asteroizi este 433 Eros, care a fost atât primul descoperit din această familie, cât și primul asteroid pe care s-a așezat o sondă spațială, NEAR Shoemaker.
În momentul de față, octombrie 2014, se cunosc 4.425 de asteroizi din familia Amor dintre care 657 sunt numerotați și 73 denumiți.
Asteroizii Amor au orbitele între Marte și Pământ, dar nu reușesc să treacă de orbita Pământului, în schimb intersectează uneori orbita planetei Marte.
Probabil, cei doi sateliți naturali ai planetei Marte, Phobos și Deimos, au fost inițial membri ai acestui grup de asteroizi, iar apoi au fost capturați de către planetă.

## Cei mai cunoscuți asteroizi Amor
| Numele       | Anul descoperirii | Descoperitorul         |
| ------------ | ----------------- | ---------------------- |
| 3908 Nyx     | 1980              | Hans-Emil Schuster     |
| 1221 Amor    | 1932              | Eugène Joseph Delporte |
| 1036 Ganymed | 1924              | Walter Baade           |
| 887 Alinda   | 1918              | Max Wolf               |
| 719 Albert   | 1911              | Johann Palisa          |
| 433 Eros     | 1898              | Gustav Witt            |